# پاتریک مگی
پاتریک مگی (به انگلیسی: Patrick Magee) بازیگر و کارگردان ایرلندی بود که بخاطر همکاریهایش با ساموئل بکت و هارولد پینتر و بازیهایش در فیلم‌های ترسناک و حضور در دو فیلم استنلی کوبریک یعنی پرتقال کوکی و بری لیندون شهرت داشت.

## اوایل زندگی
او با نام تولد پاتریک جورج مک گی در آرماگ ایرلند شمالی زاده شد. پاتریک که در خانواده ای متوسط زاده شد اولین فرزند از پنج فرزند خانواده بود و در دانشکده دستور زبان سنت. پاتریک آرماگ تحصیل کرد.

## فعالیت در تئاتر
مک گی نامش را نه در شناسنامه بلکه در صحنه تئاتر به مگی تغییر داد. اولین تجربه تئاتر وی اجرای آثار شکسپیر در کمپانی انیو مک مستر بود. سپس تایرون گوتری او را به لندن برد تا چند نمایشنامه ایرلندی را اجرا کند. در سال ۱۹۵۷ او ساموئل بکت را ملاقات کرد و بعضی سخنان او را برای رادیو BBC ضبط کرد. بکت به حدی از صدای وی شگفت زده بود که نمایشنامه Krapp's Last Tape را مخصوص او نوشت(BBC آن را در سال ۱۹۷۲ ضبط کرد). آنتونی کرونین زندگی‌نامه‌نویس بکت نوشت: «حسی وجود داشت که انگار مگی بعنوان یک بازیگر منتظر بکت و بکت منتظر او بود».
در سال ۱۹۶۴ بعد از اینکه پینتر داشت نمایشنامه خودش The Birthday Party را کارگردانی می‌کرد به‌طور ویژه از او خواست تا در نقش مک کان بازی کند، و گفت که او قویترین بازیگر در آن نمایش بوده‌است. او به انجمن سلطنتی بازیگری شکسپیر پیوست. در سال ۱۹۶۵ او در نمایش مارا-ساد حضور داشت و وقتی نمایش به تئاتر برادوی منتقل شد او یک جایزه تونی برد. او همچنین در سال ۱۹۶۶ نقش مقابل پل اسکوفیلد را در نمایش «راه پله» ساخت انجمن سلطنتی بازیگری شکسپیر ایفا کرد.

## فعالیت در سینما
او بیشتر در فیلم‌های ترسناک بازی می‌کرد ولی شاید بیشتر از همه بخاطر نقش آقای الکساندر نویسنده در فیلم پرتقال کوکی اثر استنلی کوبریک شهرت داشته باشد.

## زندگی شخصی
مگی در سال ۱۹۵۸ با بلی شری ازدواج کرد که او هم از همان محل آرماگ بود. در فوریه سال ۱۹۶۱ دوقلوهای آن‌ها یعنی مارک و کارولین مک گی در لندن زاده شدند.

## مرگ
مگی در ۱۴ آگوست سال ۱۹۸۴ در سن ۶۲ سالگی بر اثر سکته قلبی در آپارتمانش در لندن درگذشت.

## فیلم‌شناسی
| Year                      | Filmography                     |
| ------------------------- | ------------------------------- |
| ۱۹۶۰                      | The Criminal                    |
| ۱۹۶۱                      | Rag Doll                        |
| ۱۹۶۱                      | Never Back Losers               |
| ۱۹۶۲                      | The Boys                        |
| ۱۹۶۲                      | A Prize of Arms                 |
| ۱۹۶۳                      | The Young Racers                |
| ۱۹۶۳                      | The Very Edge                   |
| ۱۹۶۳                      | Dementia 13                     |
| ۱۹۶۳                      | The Servant                     |
| ۱۹۶۴                      | Zulu                            |
| ۱۹۶۴                      | Séance on a Wet Afternoon       |
| ۱۹۶۴                      | The Masque of the Red Death     |
| ۱۹۶۵                      | The Skull                       |
| ۱۹۶۵                      | !Die, Monster, Die              |
| ۱۹۶۷                      | Marat/Sade                      |
| ۱۹۶۸                      | Anzio                           |
| ۱۹۶۸                      | The Birthday Party-             |
| ۱۹۶۹                      | Hard Contract                   |
| ۱۹۷۰                      | Cromwell                        |
| ۱۹۷۰                      | You Can't Win 'Em All           |
| ۱۹۷۱                      | King Lear                       |
| ۱۹۷۱                      | The Trojan Women                |
| ۱۹۷۱                      | A Clockwork Orange              |
| ۱۹۷۱                      | The Fiend یا Beware My Brethren |
| ۱۹۷۲                      | Tales from the Crypt            |
| ۱۹۷۲                      | Young Winston                   |
| ۱۹۷۲                      | Asylum                          |
| ۱۹۷۲                      | Pope Joan                       |
| ۱۹۷۲                      | Demons of the Mind              |
| ۱۹۷۳                      | !And Now the Screaming Starts   |
| ۱۹۷۳                      | Lady Ice                        |
| ۱۹۷۵                      | The Final Programme             |
| ۱۹۷۵                      | Barry Lyndon                    |
| ۱۹۷۷                      | Telefon                         |
| ۱۹۷۹                      | The Bronte Sisters              |
| ۱۹۸۰                      | The Monster Club                |
| ۱۹۸۰                      | Hawk the Slayer                 |
| ۱۹۸۰                      | Rough Cut                       |
| ۱۹۸۰                      | Sir Henry at Rawlinson End      |
| ۱۹۸۰                      | The Flipside of Dominick Hide   |
| ۱۹۸۱                      | Chariots of Fire                |
| ۱۹۸۱                      | The Black Cat                   |
| ۱۹۸۱                      | Dr. Jekyll and His Women        |
| ۱۹۸۱                      | The Sleep of Death              |
| ۱۹۸۲                      |                                 |
| Another Flip for Dominick |                                 |